# 杨伟 (1970年)
杨伟（1970年—），男，苗族，贵州台江人，中华人民共和国政治人物，中国共产党党员。贵州省委党校大学学历，曾任中共岑巩县委书记兼岑巩经济开发区党工委书记。

## 生平
1989年7月参加工作。1996年10月加入中国共产党。历任台江县老屯乡团委书记、台拱镇党委书记、台江县委常委兼常务副县长、台江县人大主任等职。
2011年调离台江县政坛，前往锦屏县任职。进入锦屏县政坛后，杨伟平步青云，一直升官到了锦屏县委副书记兼县长。2016年2月，调任中共岑巩县委书记。
2020年4月落马，5月被免除县委书记的职务。2020年11月，杨伟因涉嫌受贿被遵义市人民检察院逮捕，同期被开除党籍和公职。